# Iridomyrmex latifrons
Iridomyrmex latifrons é uma espécie de formiga do gênero Iridomyrmex.